# Lætitia Bambara
Lætitia Kimalou Bambara (* 30. März 1984 in Bordeaux) ist eine burkinisch-französische Hammerwerferin, die bis 2011 für Frankreich an den Start ging.

## Sportliche Laufbahn
Erste internationale Erfahrungen sammelte Lætitia Bambara bei den Junioreneuropameisterschaften 2003 in Tampere, bei denen sie mit 55,16 m in der Qualifikation ausschied. Zwei Jahre später nahm sie an den U23-Europameisterschaften in Erfurt teil, gelangte aber auch dort mit 59,24 m nicht bis in das Finale. 2007 belegte sie bei der Sommer-Universiade in Bangkok mit einer Weite von 65,34 m den vierten Platz.
Nach ihrem Nationswechsel 2012 gewann sie im selben Jahr bei den Afrikameisterschaften in Porto-Novo mit 65,08 m die Silbermedaille hinter der Senegalesin Amy Sène. Zwei Jahre darauf siegte sie bei den Afrikameisterschaften in Marrakesch mit 65,44 m und wurde Siebte beim Continentalcup in Marrakesch mit 58,22 m. 2015 triumphierte sie bei den Afrikaspielen in Brazzaville mit neuem Landesrekord von 66,91 m. 2016 verbesserte sie diesen Rekord bei den Afrikameisterschaften in Durban auf 68,12 m und gewann damit erneut die Silbermedaille hinter der Senegalesin Séne. Im Jahr darauf wurde sie bei den Spielen der Frankophonie in Abidjan mit 61,15 m Sechste und 2018 erreichte sie bei den Afrikameisterschaften in Asaba mit einer Weite von 56,35 m Rang sieben. Im Jahr darauf verteidigte sie bei den Afrikaspielen in Rabat mit einer Weite von 65,28 m erfolgreich ihren Titel.